# Туризам на Косову и Метохији
Туризам на Косову и Метохији карактерише археолошко наслеђе из историјског илирског, дарданског, римског, византијског, српског и османског времена, традиционална српска кухиња, архитектура, верско наслеђе, традиција и природни пејзажи. Косово и Метохија је аутономна покрајина у саставу Србије а налази се у југоисточној Европи. Својим положајем у средишту Балканског полуострва представља везу између средње и јужне Европе, као и Јадранског и Црног мора.
На Косову и Метохији се налази Унесков субјекат под називом Средњовековни споменици на Косову који је део Светске баштине. Поред тога, Косово и Метохија имају разне природне карактеристике. Окружени су Шар-планином које се налази на југу и југоистоку, док се на северу уздиже Копаоник.
Поред домаћих туриста из остатка Србије, највећи део међународних туриста који одлазе на Косово и Метохију је из Албаније, Немачке, Италије, САД, Уједињеног Краљевства, Хрватске и Аустрије. Туризам је растући сектор, а сваке године Косово и Метохију посећује све више туриста.